# Toutlemonde
Toutlemonde es una comuna francesa situada en el departamento de Maine y Loira, en la región de Países del Loira.

## Demografía
| 514 | 544 | 630 | 836 | 973 | 958 | 1322 |
| Para los censos de 1962 a 1999 la población legal corresponde a la población sin duplicidades (Fuente: INSEE [Consultar]) |     |     |     |     |     |      |